# توریانیت
توریانیت  (به انگلیسی: Thorianite) با فرمول شیمیایی ThO2 از مجموعه کانی هاست و دارای رادیو اکتیویته شدید است. از نظر ترکیب شیمیایی به این نام خوانده می‌شود. محلول در NO3H , H2SO۴ ٪  ThO۲:۱۰۰ انکلوزیونهای ثابت: UO2,UO3,U۳O۸ برای اولین بار در سریلانکا کشف شد و از نظر شکل بلور: هگزائدر - اکتائدر، رنگ: قهوه‌ای - سیاه، شفافیت: کدر(اپاک)، شکستگی: صدفی - نامساوی، جلا: نیمه فلزی - رزینی، رخ: ناکامل، سیستم تبلور: مکعبی و در رده‌بندی اکسید است  و منشأ تشکیل آن پگماتیت‌ها - کربناتیت‌ها - آبرفت‌ها است.
همایند کانی‌شناسی (پارانژ) آن اورانینیت- آپاتیت- مونازیت- زیرکن و غیره است
، از نظر ژیزمان بلوری - قلوه سنگی تقریباََ کمیاب است و بیشتر در آبرفت‌های سری لانکا، ماداگاسکار و روسیه یافت می‌شود.

## منبع
- پردیس کشاورزی ایران